# I Will Be
I Will Be este cel de-al șaselea disc single extras de pe albumul de debut al cântăreței de origine engleză, Leona Lewis. Fiind compusă de cântăreața canadiană Avril Lavigne, piesa s-a bucurat de succes moderat în America de Nord, iar pentru a o promova, Lewis a avut o apariție specială în emisiunea Late Show with David Letterman.